# Новомар'ївська сільська рада (Солонянський район)
| Новомар'ївська сільська рада — орган місцевого самоврядування у Солонянському районі Дніпропетровської області з адміністративним центром у с. Новомар'ївка. Сільській раді підпорядковані населені пункти: - с. Новомар'ївка - с-ще Незабудине - с. Томаківка - с. Чернігівка |

## Склад ради
Рада складається з 14 депутатів та голови.

## Керівний склад сільської ради
| ПІБ                        | Основні відомості                                                         | Дата обрання | Дата звільнення |
| -------------------------- | ------------------------------------------------------------------------- | ------------ | --------------- |
| Трегуб Сергій Валентинович | Сільський голова, 1975 року народження, освіта, безпартійний              | 26.03.2006   | 31.10.2010      |
| Трегуб Сергій Валентинович | Сільський голова, 1975 року народження, освіта вища, член Партії регіонів | 31.10.2010   |                 |

Примітка: таблиця складена за даними джерела